# Victor Kuperminc
 Victor Kuperminc, né le 22 février 1933 dans le 4e arrondissement de Paris et mort le 24 février 2024, est un expert-comptable, auteur et traducteur juif français, membre du Comité français du Yad Vashem .

## Biographie
Victor Kuperminc est né le 22 février 1933 dans le 4e arrondissement de Paris. Il est le fils d'Abraham (Abram) Kuperminc et de Rachel (Ruchla) Lewkowicz. En 1925, à l'âge de 29 ans, Abraham Kuperminc quitte la petite ville (shtetl) de Przedbórz, située à 150 km au sud de Varsovie pour aller en France. Il part seul temporairement, laissant en Pologne son épouse et ses deux enfants, Fanny (Fajla) ou Faygla Estera (née le 30 juillet 1920 à Przedborg, en Pologne et morte le 21 juin 2006 dans le 19e arrondissement de Paris) et Benjamin (né le 11 décembre 1922 à Przedborg, Pologne, et mort le 20 mai 1998, à Villejuif).
Abraham Kuperminc est aidé à Paris par son beau-frère, Simon Lewkovicz, qui lui trouve du travail comme tailleur.
En 1927, Rachel et les deux enfants arrivent à Paris. Elle ne parle que le yiddish et ne sait ni lire ni écrire. La famille s'installe au Pletzl.
Abraham Kuperminc travaille dans son propre atelier.
Abraham Kuperminc et Rachel Luperminc vont avoir trois autres enfants, nés à Paris: Maurice Kuperminc (né le 8 février 1927 dans le 12e arrondissement de Paris et mort le 8 mai 2012  à Montrouge), Simon Kuperminc né en 1929 et Victor Kuperminc né le 22 février 1933. Les deux premiers ne vont pas plus loin que le Certificat d'études primaires, alors que le dernier continue au Lycée.

### Après la Seconde Guerre mondiale
Victor Kuperminc épouse Marthe Artsztein, née en 1934 à Paris.
Le père de Marthe Artsztein est arrêté en mai 1941. En 1942, elle vit à Paris avec sa mère et son frère. Le 14 juillet 1942, Marthe, âgée de 8 ans, part en vacances avec ses cousins. Deux jours plus tard, le 16 juillet 1942, sa mère et son frère sont arrêtés lors de la Rafle du Vélodrome d'Hiver,.

## Publications

### Articles
- La conférence d'Evian.
- Victor Kuperminc. Décès d'Olga Fink. moussa-odette-abadi.asso.fr.
- Abe et la chaussure. tribunejuive.info. 10 mai 2018.

### Ouvrages
- Les Juifs. le Cavalier bleu éditions.2001.  (ISBN 2846700230),  (ISBN 9782846700238)
- L'Affaire Leo Frank: Dreyfus en Amérique. l'Harmattan. 2008

### Traductions
- Leo Rosten. Les Joies du Yiddish. 1968, édition française 1994, éditions Calmann-Lévy,  (ISBN 2702122620) ; Livre de Poche, 1995[12]
- Joseph Telushkin. Le Grand Livre De La Sagesse Juive. Éditeur Calmann-Lévy. 1999.  (ISBN 9782702129777)